# Beetown
Die Town of Beetown ist eine von 33 Towns des Grant County im US-amerikanischen Bundesstaat Wisconsin. Im Jahr 2010 hatte Beetown 777 Einwohner.
Town hat in Wisconsin eine grundlegend andere Bedeutung, als im übrigen englischsprachigen Bereich. Vielmehr entspricht sie den in den anderen US-Bundesstaaten üblichen Townships, die nach dem County die nächstkleinere Verwaltungseinheit bilden.

## Geografie
Die Town of Beetown liegt im Südwesten von Wisconsin rund 10 km östlich des Mississippi, der die Grenze zu Iowa bildet. Rund 45 km südöstlich befindet sich die Grenze zu Illinois.
Die Town of Beetown liegt auf 42°48′43″ nördlicher Breite und 90°51′38″ westlicher Länge. Sie erstreckt sich über eine Fläche von 125,4 km². Durchflossen wird das Gebiet vom Grant River, einem kleinen linken Nebenfluss des Mississippi.
Die Town of Beetown liegt im westlichen Zentrum des Grant County und grenzt an folgende Nachbartowns:
| Town of Bloomington | Town of Little Grant                        | Town of North Lancaster |
| Town of Glen Haven  | Kompassrose, die auf Nachbargemeinden zeigt | Town of South Lancaster |
| Town of Cassville   | Town of Waterloo                            | Town of Potosi          |

## Verkehr
Innerhalb der Town treffen die Wisconsin State Highways 81 und 35 aufeinander. Alle übrigen Straßen sind County Roads oder weiter untergeordnete teilweise unbefestigte Fahrwege.
Der nächstgelegene Flugplatz ist der rund 10 km südwestlich der Town gelegene Cassville Municipal Airport. 

## Bevölkerung
Nach der Volkszählung im Jahr 2010 lebten in der Town of Beetown 777 Menschen in 275 Haushalten. Die Bevölkerungsdichte betrug 6,2 Einwohner pro Quadratkilometer. In den 275 Haushalten lebten statistisch je 2,83 Personen. 
Ethnisch betrachtet setzte sich die Bevölkerung zusammen aus 98,3 Prozent Weißen, 0,1 Prozent (eine Person) amerikanischen Ureinwohnern, 0,5 Prozent Asiaten sowie 0,5 Prozent aus anderen ethnischen Gruppen; 0,5 Prozent stammten von zwei oder mehr Ethnien ab. Unabhängig von der ethnischen Zugehörigkeit waren 1,3 Prozent der Bevölkerung spanischer oder lateinamerikanischer Abstammung. 
28,2 Prozent der Bevölkerung waren unter 18 Jahre alt, 56,5 Prozent waren zwischen 18 und 64 und 15,3 Prozent waren 65 Jahre oder älter. 48,1 Prozent der Bevölkerung waren weiblich.
Das mittlere jährliche Einkommen eines Haushalts lag bei 42.143 USD. Das Pro-Kopf-Einkommen betrug 17.117 USD. 22,8 Prozent der Einwohner lebten unterhalb der Armutsgrenze.

## Ortschaften in der Town of Beetown
Neben Streubesiedlung gibt es folgende gemeindefreie Siedlungen:
- Five Points
- Flora Fountain
- Hurricane